# Dactylolabis dilatatoides
Dactylolabis dilatatoides là một loài ruồi trong họ Limoniidae. Chúng phân bố ở miền Cổ bắc.